# قاب یک رویا
توپِ منحنی: سالی که کنترلم را از دست دادم یا قابِ یک رؤیا (انگلیسی: Curveball: The Year I Lost My Grip) کتابی است که توسط جردن سوننبلیک نوشته شده‌است. این کتاب، داستان پیتر فریدمن و سالی که او به آرنج خود آسیب زده و باعث می‌شود که هرگز نتواند در تیم بیسبال خود بازی کند. و این اتفاق در همان سالی است که پدربزرگش به بیماری آلزایمر مبتلا می‌شود. بهترین دوست او، اِی‌جِی که خود هنوز یک بازیکن بیسبال است، مدام از دست دادن پیتر را یادآوری می‌کند. تنها نقطه روشن، دوست دختر جدید او آنجلیکا و هدیه تجهیزات عکاسی پدربزرگش است.